# José María Lombana
José María Lombana Barreneche (Santa Marta, 1° de febrero de 1854-Bogotá, 20 de noviembre de 1928) fue un médico, fisiólogo, catedrático, filósofo matemático, y político colombiano, miembro del Partido Liberal Colombiano.
Insigne profesor de la Universidad Nacional de Colombia, de la que obtuvo el título de médico en 1874; Lombana se convirtió en una de las principales autoridades médicas del país desde la última década del siglo XIX. Fundó la primera cátedra de Medicina Interna en Colombia, así como varias sociedades médicas y de cirugía, y diversas publicaciones periódicas especializadas; miembro de la Academia Colombiana de Medicina.
Aparte de sus aportes a la medicina colombiana, Lombana participó activamente como político, militando en el Partido Liberal, a nombre del cual llegó al Congreso como representante y senador, por la circunscripción del departamento del Tolima, ya que durante muchos años ejerció su profesión en el municipio de Ambalema, desde el que construyó su base política. 

## Biografía
Lombana nació Santa Marta, el 1° de febrero de 1854.

### Candidatura presidencial
En las elecciones presidenciales de 1918 Lombana fue elegido como candidato por el sector del Partido Liberal que decidió no respaldar la candidatura conservadora del poeta Guillermo Valencia, quien representaba al sector progresista de los conservadores y a los liberales disidentes. Lombana y Valencia se enfrentaron al conservador de corte radical Marco Fidel Suárez, quien fue elegido presidente a la postre.

### Últimos años

#### Muerte
José María Lombana falleció en Bogotá, en la mañana del martes 20 de noviembre de 1928, a los 74 años. Según crónicas de la época, Lombana llevaba varios días enfermo y había perdido la memoria por completo desde octubre.
Se realizaron sus exequias el 21 de noviembre y sus restos fueron llevados al Cementerio Central de la capital colombiana, donde reposan en la actualidad siendo su tumba y el terreno que la contenía donación del Club Médico, al que Lombana pertenecía.

## Familia
Su sobrino nieto Alfonso López Michelsen, hijo de su sobrina María Michelsen Lombana, llegaría a ser Presidente de Colombia a nombre del Partido Liberal.
Maria Antonia Buendía.